# Johann Christian Poggendorff

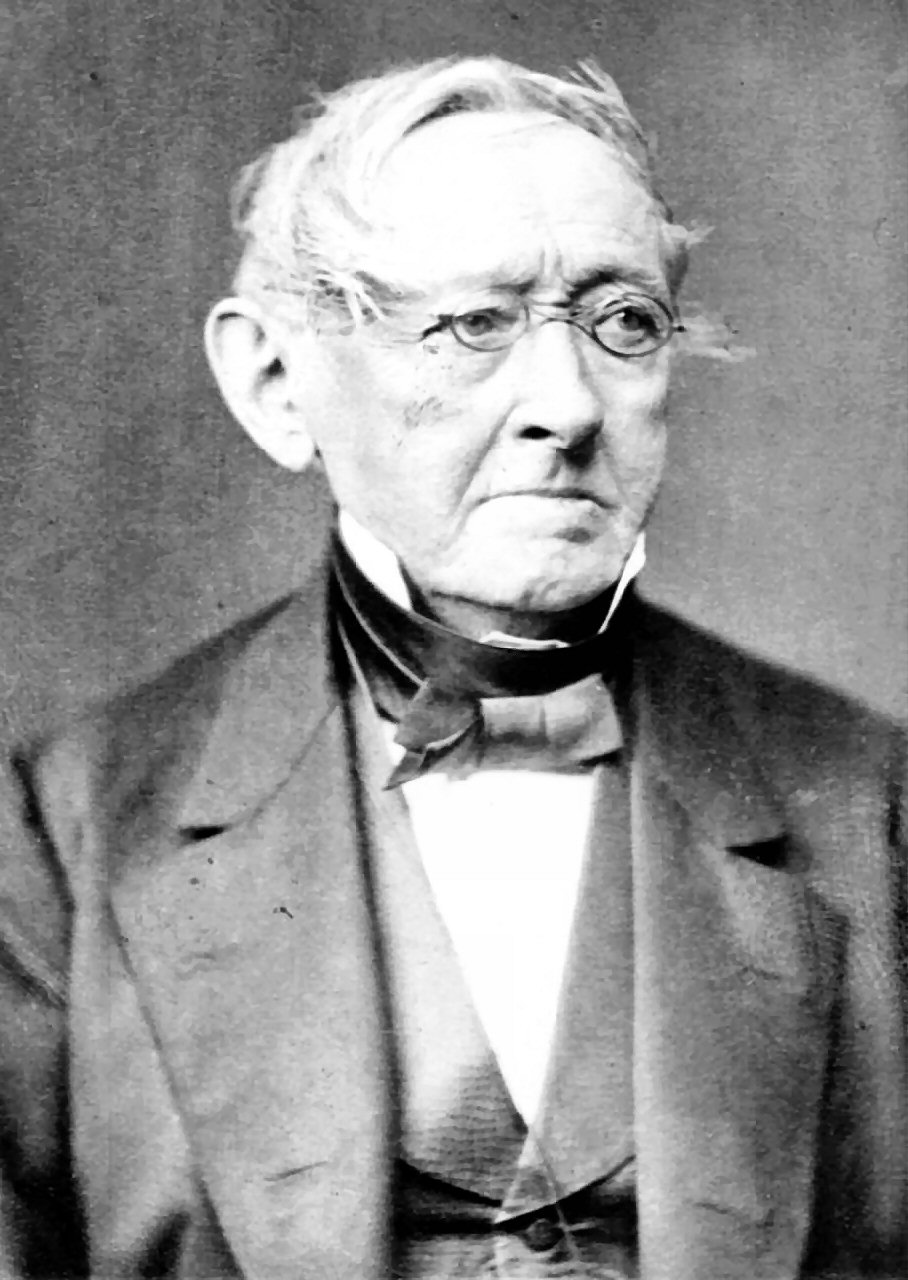
Johann Christian Poggendorff

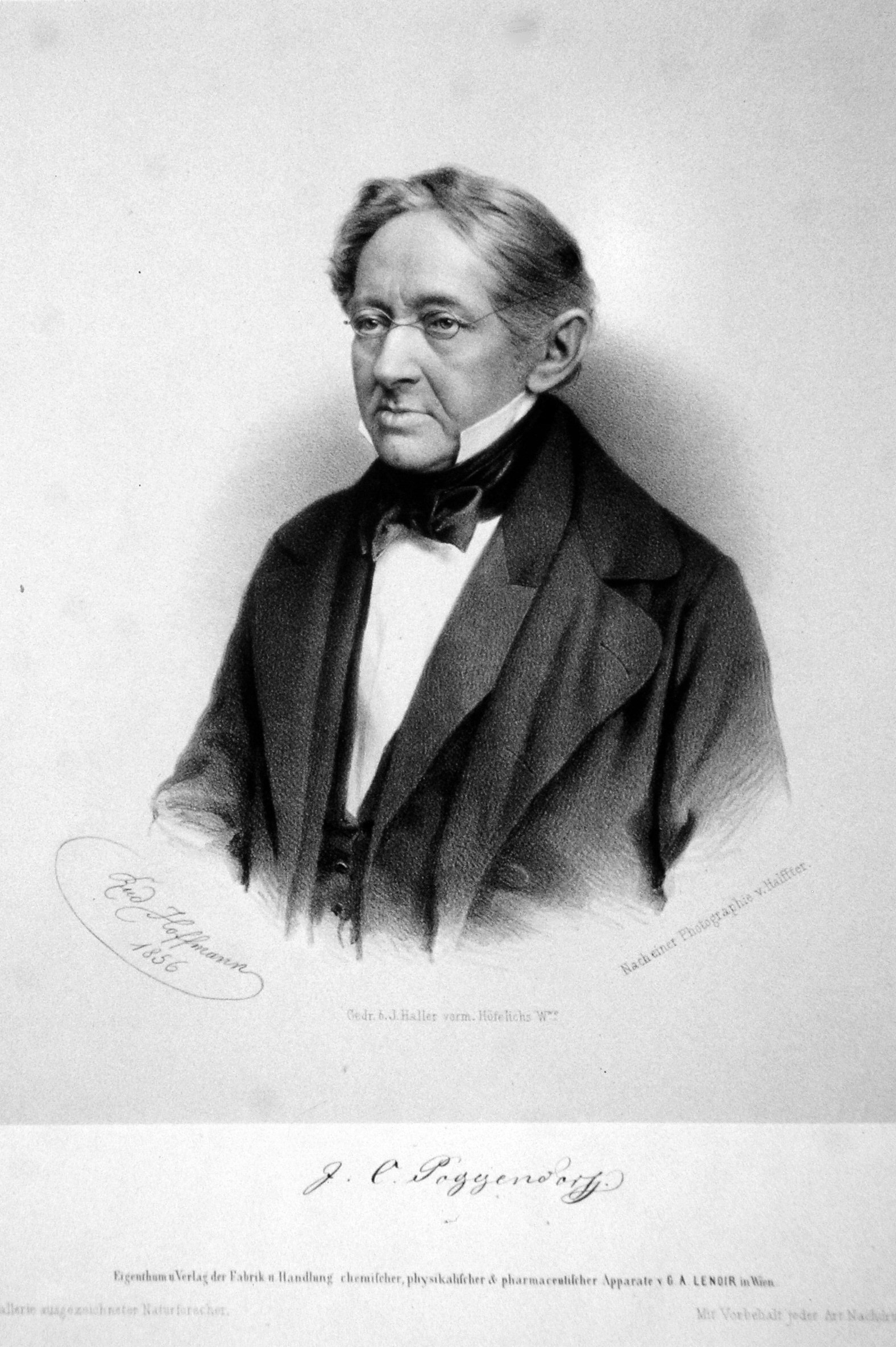
Johann Christian Poggendorff, Lithographie von Rudolf Hoffmann, 1856

Johann Christian Poggendorff (* 29. Dezember 1796 in Hamburg; † 24. Januar 1877 in Berlin) war ein deutscher Physiker.

## Leben
Er war der Sohn des reichen Zuckerfabrikanten Johann Hinrich Poggendorff (1744–1817), der während der französischen Besetzung Hamburgs verarmt war. Im Alter von 16 Jahren trat Johann Christian Poggendorff eine Apotheker-Lehre in Hamburg an. Anschließend verdiente er seinen Lebensunterhalt als Apothekengehilfe in Itzehoe. Angeregt durch seinen früheren Mitschüler Friedlieb Ferdinand Runge und seine starke Neigung zur Wissenschaft, gab er diese Stellung auf und zog nach Berlin, wo er ab 1820 die Universität besuchte. Hier erkannte man schnell seine Fähigkeiten, und 1823 wurde er von der dortigen Akademie der Wissenschaften zum meteorologischen Beobachter ernannt. 1854 wurde er zum korrespondierenden Mitglied der Göttinger Akademie der Wissenschaften gewählt.
Sein Grab befand sich auf dem St.-Marien- und St.-Nikolai-Friedhof I im Berliner Ortsteil Prenzlauer Berg.

## Poggendorffs Leistungen

Poggendorff-Täuschung: Die schwarze Linie ist nicht die Verlängerung der blauen Linie.

Er baute 1820 das erste brauchbare Strommessgerät (Galvanometer, Galvanoskop, auch Multiplikator) und erfand 1826 zusammen mit Gauß die Spiegelablesung für dieses Messgerät. Er entwickelte 1841 die Poggendorffsche Kompensationsschaltung bzw. Spannungs-Kompensation zur exakten Messung von elektrischen Spannungen, Stromstärken und Widerständen (z. B. für Eichzwecke) und führte Bestimmungen der elektromotorischen Kraft durch. Er baute einen elektrostatischen Motor ähnlich dem von Holtz. Außerdem erfand er 1840 eine praktische Klemmschraube, 1842 das auch nach ihm benannte Poggendorff-Element, ein galvanisches Primärelement. 1850 beschrieb er die Poggendorff-Täuschung. Die Poggendorffsche Waage ist eine nach ihm benannte Experimentieranordnung.

## Poggendorffs Irrtümer
J. R. Mayer schickte 1841 seine Abhandlung „Über die quantitative und qualitative Bestimmung der Kräfte“ zur Veröffentlichung in seinen Annalen der Physik an Poggendorff, in der er einen Erhaltungssatz der Kraft (gemeint war Energie) postulierte. Er wurde später als Erster Hauptsatz der Thermodynamik oder Energieerhaltungssatz bekannt. Auch weil die Abhandlung Mayers fundamentale physikalische Irrtümer enthielt, lehnte Poggendorff sie ab. Mayer bekam nicht einmal eine Antwort auf seine Einsendung. Erst nach Poggendorffs Tod 36 Jahre später soll der Text bei ihm wiedergefunden worden sein. Allerdings erschien schon 1842 Mayers Aufsatz „Bemerkungen über die Kräfte der unbelebten Natur“ in den von Friedrich Wöhler und Justus von Liebig herausgegebenen Annalen der Chemie. Mayer musste dennoch jahrzehntelang auf Anerkennung seiner Theorie warten; sie setzte sich erst in seinen letzten Lebensjahren durch.
1847 lehnte Poggendorff auch eine Arbeit von Helmholtz über das gleiche Thema ab.
Am 26. Oktober 1861 hielt Philipp Reis im Hörsaal des Physikalischen Verein einen Vortrag über seine Erfindung des Telefons.
Poggendorff lehnte die Bekanntmachung der Erfindung von Reis in seinen Annalen der Physik und Chemie ab, da er sie für Spielerei hielt. Er nahm auch Reis’ Aufsatz nicht in sein Biographisch-Literarisches Handwörterbuch der exakten Naturwissenschaften auf. So trug Poggendorff dazu bei, dass sich Reis’ Telefon nicht durchsetzte.

## Poggendorff als Herausgeber
Schon früh dachte er darüber nach, ein wissenschaftliches Journal für Physik und Chemie zu begründen. Die Realisierung dieses Plans wurde beschleunigt durch den plötzlichen Tod von Ludwig Wilhelm Gilbert, dem Herausgeber der Annalen der Physik.
1824 nahm Poggendorff Kontakt zum Verleger Wilhelm Ambrosius Barth in Leipzig auf. Er entwickelte Gilberts Annalen der Physik ab 1829 als Herausgeber zu den Annalen der Physik und Chemie weiter. Tatsächlich war es ein wissenschaftliches Journal, das einen weiten Themenhorizont bediente und sich nicht mehr nur an Gelehrte, sondern im Sinne der Aufklärung an ein breites, an wissenschaftlichen Erkenntnissen interessiertes Publikum wandte. Für diesen Posten war Poggendorff hervorragend qualifiziert. Er hatte ein außergewöhnlich gutes Gedächtnis, das mit modernen und historischen wissenschaftlichen Kenntnissen wohl gefüllt war, ein kühles und objektives Urteilsvermögen und er gab Fakten den Vorzug vor spekulativen Theorien. So war er in der Lage, sich dem Geist und der Vermittlung der modernen experimentellen Wissenschaft zu widmen. Bei der Einordnung von Wissen und im Geschäftsleben verfügte er über einen ausgeprägten Ordnungssinn. Außerdem hatte er ein freundliches Wesen und ging mit Menschen sehr taktvoll um. Diese Eigenschaften trugen dazu bei, dass Poggendorffs Annalen bald schon zum führenden Wissenschaftsjournal in Europa wurden.
Im Lauf seiner 52-jährigen Tätigkeit als Herausgeber der Annalen lernte er zwangsläufig die Mühen der Wissenschaft kennen. Solche Kenntnisse, zusammen mit Fachkenntnissen, die er während seinen umfangreichen historischen Studien erworben hatte, trug er in seinem Biographisch-literarischen Handwörterbuch zur Geschichte der exacten Wissenschaften zusammen. Es enthält Berichte über Leben und Werk von Mathematikern, Astronomen, Physikern und Chemikern aus allen Völkern und Zeitaltern. Das Buch ist eine erstaunliche Sammlung von Fakten, die für Wissenschafts-Biografen und -Historiker unschätzbaren Wert haben. Die ersten beiden Bände wurden 1863 veröffentlicht. Auch nach Poggendorffs Tod wurde das Projekt fortgesetzt: Ein dritter Band, der die Zeit von 1858 bis 1883 behandelte, erschien 1898. Ein weiterer, vierter Band, der bis zum Anfang des 20. Jahrhunderts reichte, kam 1904 heraus.
Poggendorff war ein Physiker von hohem, wenn auch nicht höchstem Rang. Seine mathematischen Fähigkeiten ließen zu wünschen übrig. Auch die Kraft zur wissenschaftlichen Verallgemeinerung fehlte ihm. Er war jedoch ein fähiger und gewissenhafter Experimentator und sehr fruchtbar und erfindungsreich im Ersinnen physikalischer Geräte. Der größte und wichtigste Teil seiner physikalischen Forschungstätigkeit bezog sich auf Elektrizität und Magnetismus.
Seine literarische und wissenschaftliche Reputation brachten ihm schnell Anerkennung. 1830 wurde er zum königlichen Professor ernannt, 1834 wurde er außerordentlicher Professor an der Berliner Universität und 1839 Mitglied der Akademie der Wissenschaften in Berlin. Er erhielt zahlreiche Angebote für ordentliche Professuren, lehnte sie jedoch alle ab und widmete sich ganz seinen wissenschaftlichen Forschungen und publizistischen Tätigkeiten als Herausgeber der Annalen und des Handwörterbuches. Die Bayerische Akademie der Wissenschaften nahm ihn 1872 als auswärtiges Mitglied auf. 1868 wurde er in die Russische Akademie der Wissenschaften in Sankt Petersburg und 1874 in die American Academy of Arts and Sciences gewählt.

## Ehrungen
Nach Poggendorff benannt ist die Pflanzengattung Poggendorffia H.Karst. aus der Familie der Passionsblumengewächse (Passifloraceae).